# OB-ассоциация Скорпиона — Центавра

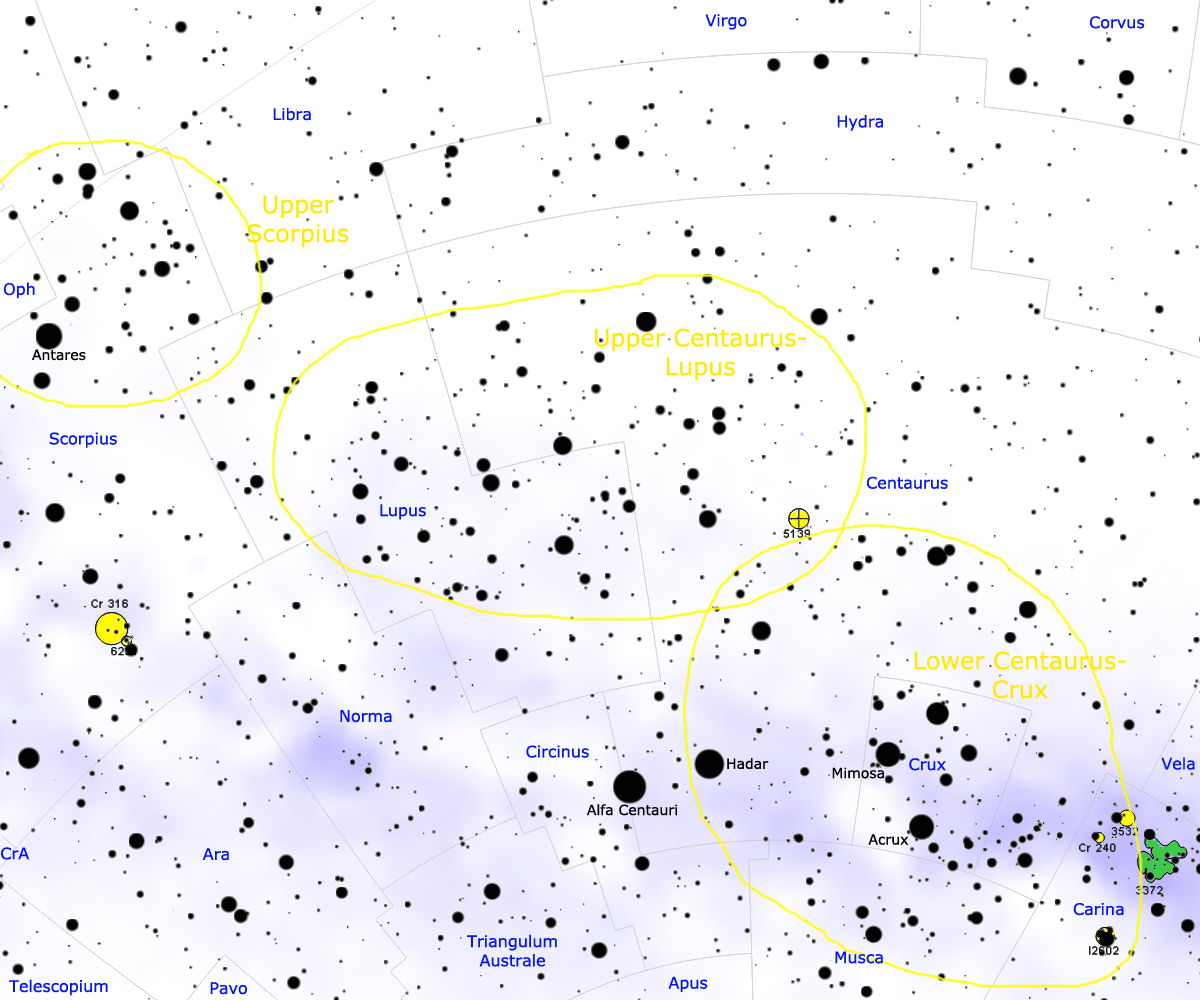
Карта OB-ассоциации Скорпиона — Центавра

OB-ассоциа́ция Скорпио́на — Цента́вра (Sco-Cen, Sco OB2) является ближайшей к Солнцу OB-ассоциацией. Эта звёздная ассоциация состоит из трёх подгрупп: Верхней Скорпиона (Upper Scorpius, US), Верхней Центавра — Волка (Upper Centaurus-Lupus, UCL) и Нижней Центавра — Южного Креста (Lower Centaurus-Crux, LCC) Средние расстояния до звёзд в этих группах лежат в диапазоне от 380 до 470 световых лет.
Звёзды в разных подгруппах имеют немного разный возраст: до 11 миллионов лет в Верхней Скорпиона и до примерно 15 миллионов лет в Верхней Центавра-Волка и Нижней Центавра — Южного Креста. Многие из ярких звёзд в созвездиях Скорпиона, Волка, Центавра, и Южного Креста являются членами ассоциации, в том числе Антарес (самый массивный член Верхней Скорпиона), и большинство звёзд Южного Креста. В каждую из трёх подгрупп входят сотни звёзд с массами от уровня ниже предела водородного нуклеосинтеза (то есть коричневые карлики) до 15 солнечных масс (Антарес). Среднее количество звёзд в каждой из трёх подгрупп, вероятно, порядка 1000—2000

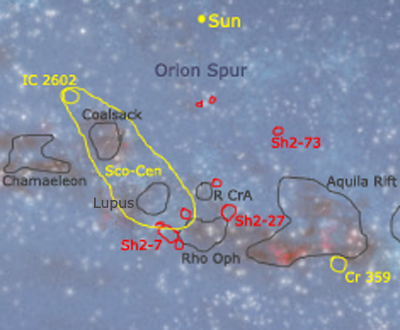
Область вокруг OB-ассоциации Скорпиона-Центавра

OB-ассоциация Скорпиона — Центавра своим происхождением обязана процессам звездообразования, происходивших в комплексах молекулярных облаков за последние 20 млн лет. Комплекс подобных молекулярных облаков находится в непосредственной близости от OB-ассоциации и включает в себя молекулярное облако Ро Змееносца, тёмную Курительная Трубка, молекулярное облако Барнард 68, Угольный Мешок, а также тёмные туманности в созвездиях Хамелеона, Волка, Южной Короны, (все на расстояниях ~ 120—200 парсек) и несколько ассоциаций молодых звёзд на периферии, в том числе, ассоциацию Эпсилон Хамелеона (возраст ~ 3-5 млн лет), ассоциацию Эты Хамелеона (возраст ~ 7 млн лет), ассоциацию TW Гидры (возраст ~ 8 млн лет), движущуюся группу звёзд Беты Живописца (возраст ~ 12 млн лет) и, возможно, рассеянное звёздное скопление IC 2602 (возраст ~ 30—50 млн лет).

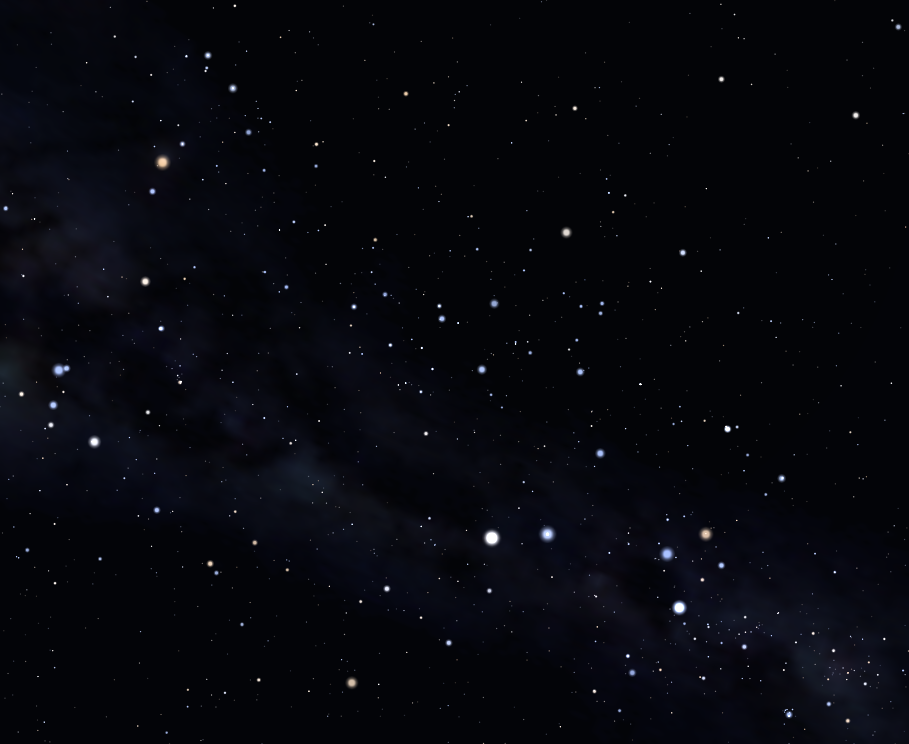
Яркие голубые звёзды ассоциации чётко видны в созвездиях Скорпиона и Центавра

Звёзды-члены OB-ассоциации Скорпиона — Центавра имеют сходное собственное движение — примерно 0,02-0,04 угловой секунды в год, что свидетельствует о том, что звёзды имеют почти параллельные векторы скорости, двигаясь со скоростью около 20 км/с перпендикулярно к лучу зрения земного наблюдателя. Разброс скоростей в подгруппах порядка 1-2 км/с. Несколько сверхновых взорвались в ассоциации в течение последних 15 миллионов лет, в результате чего образовалась область расширяющегося газа вокруг группы, в том числе Пузырь I, примыкающий к Местному пузырю. Чтобы объяснить присутствие радиоактивного 60Fe в земной коре на дне океана, была выдвинута гипотеза о том, что в окрестностях Солнца, примерно 3 миллиона лет назад, произошёл взрыв сверхновой, возможно члена ассоциации.